# والپروات پیووکسیل
والپروات پیووکسیل (Pivadin, Valproxen) یک داروی ضد تشنج است که در درمان صرع استفاده می‌شود. این ترکیب، مشتق پیوالویل‌اکسی‌متیل استرِ والپروئیک اسید است. والپروات پیووکسیل احتمالاً یک پیش داروی والپروئیک اسید است، زیرا استرهای پیووکسیل معمولاً برای ساختن پیش داروها در شیمی دارویی استفاده می‌شوند.

## همچنین ببینید
- والپروات
- والپرومید
- والنوکتامید